# Cá trích vảy xanh
Cá trích vảy xanh (Danh pháp khoa học: Herklotsichthys) là một chi cá trích trong họ Clupeidae được tìm thấy phần lớn ở Vùng Đông Nam Á và Úc trong đó cũng có một loài phân bố tại Vịnh Ba Tư, Biển Đỏ và Vùng phía Tây của Ấn Độ Dương. Hiện hành chúng có 12 loài.

## Các loài
- Herklotsichthys blackburni (Whitley, 1948)
- Herklotsichthys castelnaui (J. D. Ogilby, 1897)
- Herklotsichthys collettei Wongratana, 1987
- Herklotsichthys dispilonotus (Bleeker, 1852)
- Herklotsichthys gotoi Wongratana, 1983
- Herklotsichthys koningsbergeri (M. C. W. Weber & de Beaufort, 1912)
- Herklotsichthys lippa (Whitley, 1931)
- Herklotsichthys lossei Wongratana, 1983
- Herklotsichthys ovalis (Anonymous referred to E. T. Bennett, 1830)
- Herklotsichthys punctatus (Rüppell, 1837)
- Herklotsichthys quadrimaculatus (Rüppell, 1837)
- Herklotsichthys spilurus (Guichenot, 1863)